# Cyprus Airways
Cyprus Airways war eine staatseigene Fluggesellschaft in Zypern mit Sitz in Nikosia und ebenfalls Basis auf dem Flughafen Larnaka. Am 9. Januar 2015 wurde der Flugbetrieb eingestellt. Im Juli 2016 unternahm die neue staatliche Fluggesellschaft Zyperns unter dem Namen Cobalt Air ihren Erstflug; stellte jedoch den Flugbetrieb im Oktober 2018 ebenfalls ein.
Die Fluggesellschaft Charlie Airlines mit Sitz in Larnaca (Republik Zypern) erwarb im Juli 2016 die Markenrechte am Namen Cyprus Airways. Unter diesem Namen fliegt Cyprus Airways (2016) seit März 2017 von ihrer Basis auf dem Flughafen Larnaka Ziele in Europa an.

## Geschichte

### Gründung und Betrieb bis zur Unabhängigkeit Zyperns 1960

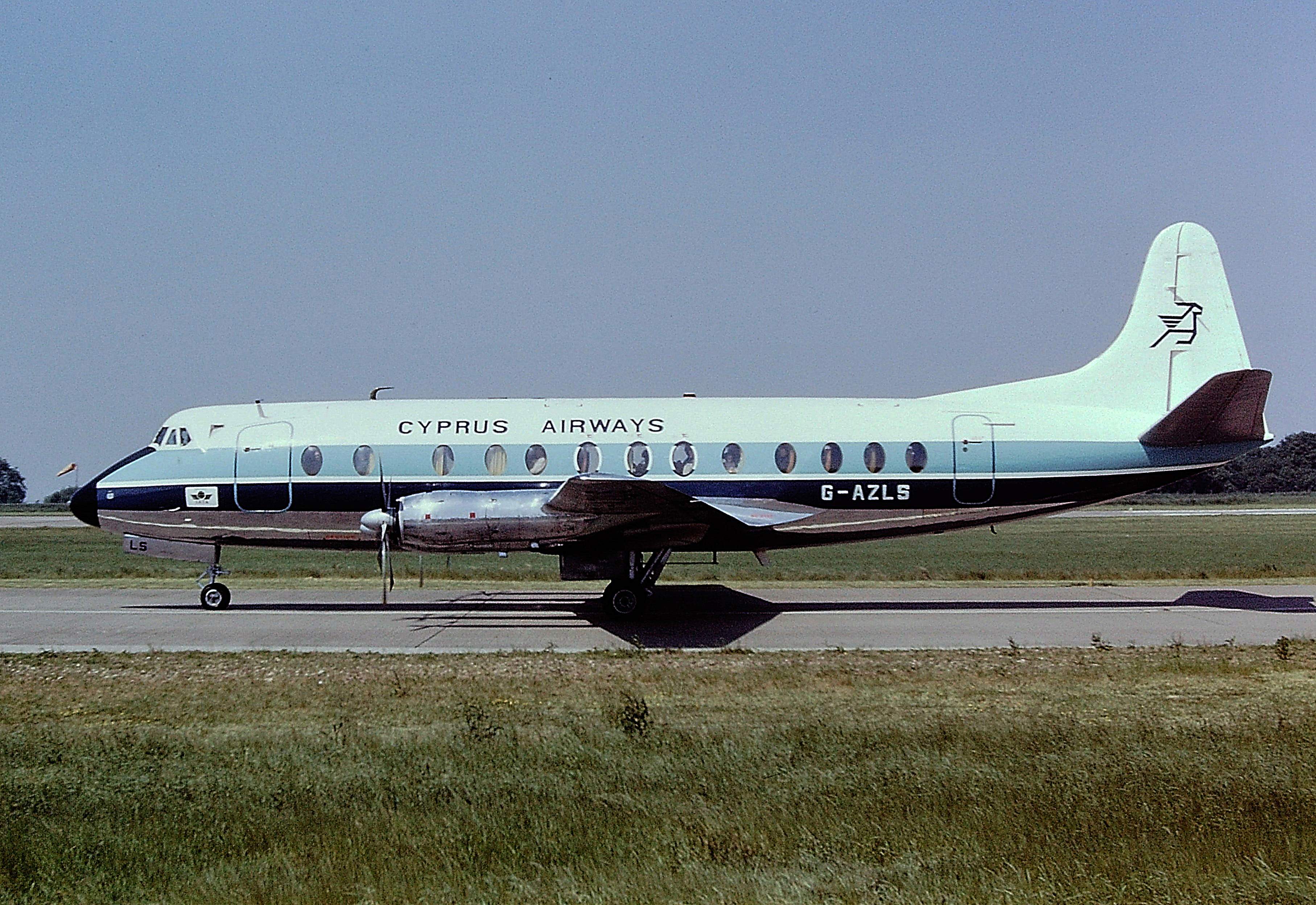
Vickers Viscount der Cyprus Airways, 1975

Cyprus Airways wurde am 24. September 1947 von der Regierung Zyperns, British European Airways (BEA) und einheimischen Aktionären als nationale Fluggesellschaft des Landes gegründet. Hauptaktionär war BEA mit 44,9 Prozent, gefolgt von der zypriotischen Regierung mit 22,45 Prozent.
Der Betrieb wurde mit drei 21-sitzigen Douglas DC-3 ab dem Flughafen der Hauptstadt Nikosia begonnen. Das Netzwerk umfasste acht Routen, nach Alexandria, Athen, Beirut, Haifa, Istanbul, Kairo, London und Rom. Während der darauffolgenden Jahre wurde die Flotte mit drei weiteren DC-3 verstärkt, bis man erkannte, dass sie sich für die zur Paradestrecke avancierten Route nach London nicht eignete. So einigte man sich mit BEA auf den Gebrauch von Airspeed AS.57 „Ambassador“.
Im April 1953 konnte man mit dem Flug London-Rom-Athen-Nikosia der Vickers Viscount 701 die erste reguläre Turboprop-Verbindung der Welt feiern, wobei der letzte Streckenabschnitt als Cyprus Airways-Flug galt.

### Von 1960 bis zur türkischen Invasion 1974

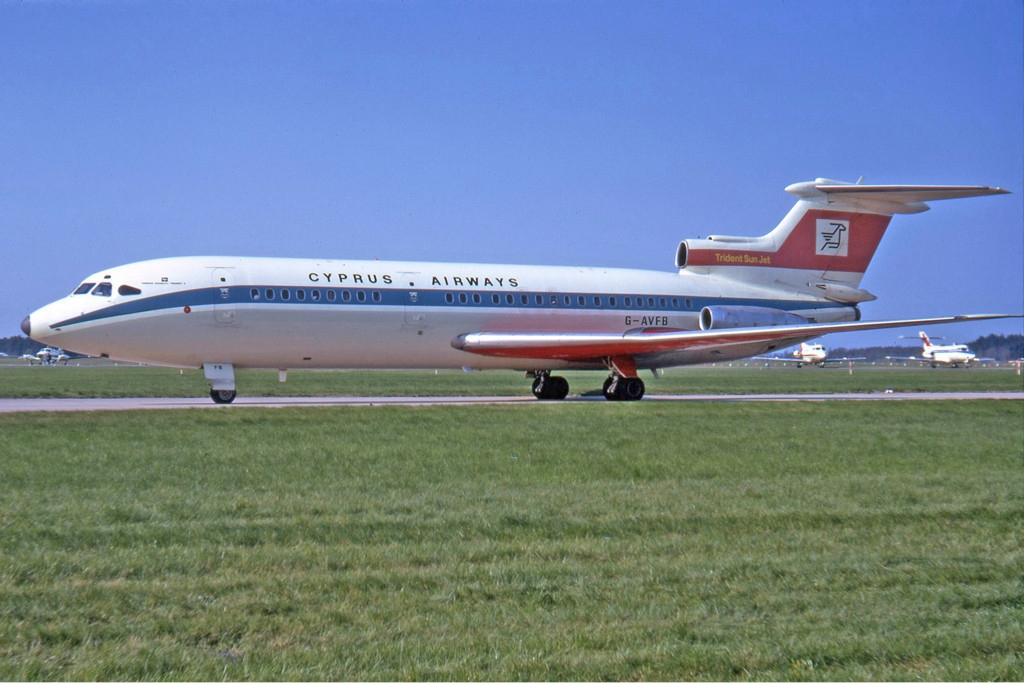
Die G-AVFB der Cyprus Airways, dieses Flugzeug kehrte nach der Invasion nicht mehr in den Flugdienst der Gesellschaft zurück und befindet sich heute im Imperial War Museum Duxford

Als Zypern 1960 zu einer unabhängigen Republik erklärt wurde, wurde das neue zypriotische Parlament mit einer Beteiligung von 53,2 Prozent der neue Hauptaktionär der Fluggesellschaft. BEA behielt 22,7 Prozent der Aktien. Zu dieser Zeit begann die Einführung zypriotischer Crews, während zuvor fast ausschließlich Briten für den Flugbetrieb verantwortlich waren. Mit der Verbesserung der wirtschaftlichen Situation war Cyprus Airways nun auch in der Lage, zwei Vickers Viscount 806 der BEA für die Kurzstreckenflüge zu mieten. Mit den Viscounts wurde erstmals das bis heute erhalten gebliebene Logo, ein geflügeltes Mufflon in den Anstrich der Flugzeuge integriert.
Cyprus Airways befand sich in diesen Jahren auf Expansionskurs und bestellte unter anderem zwei Hawker Siddeley Trident, mit denen die wichtige Strecke Nikosia-London ohne Zwischenstopp geflogen werden konnte, und die auch die Eröffnung weiterer Strecken nach Brüssel, Frankfurt, Manchester und Paris ermöglichten.

### Effekt der türkischen Invasion

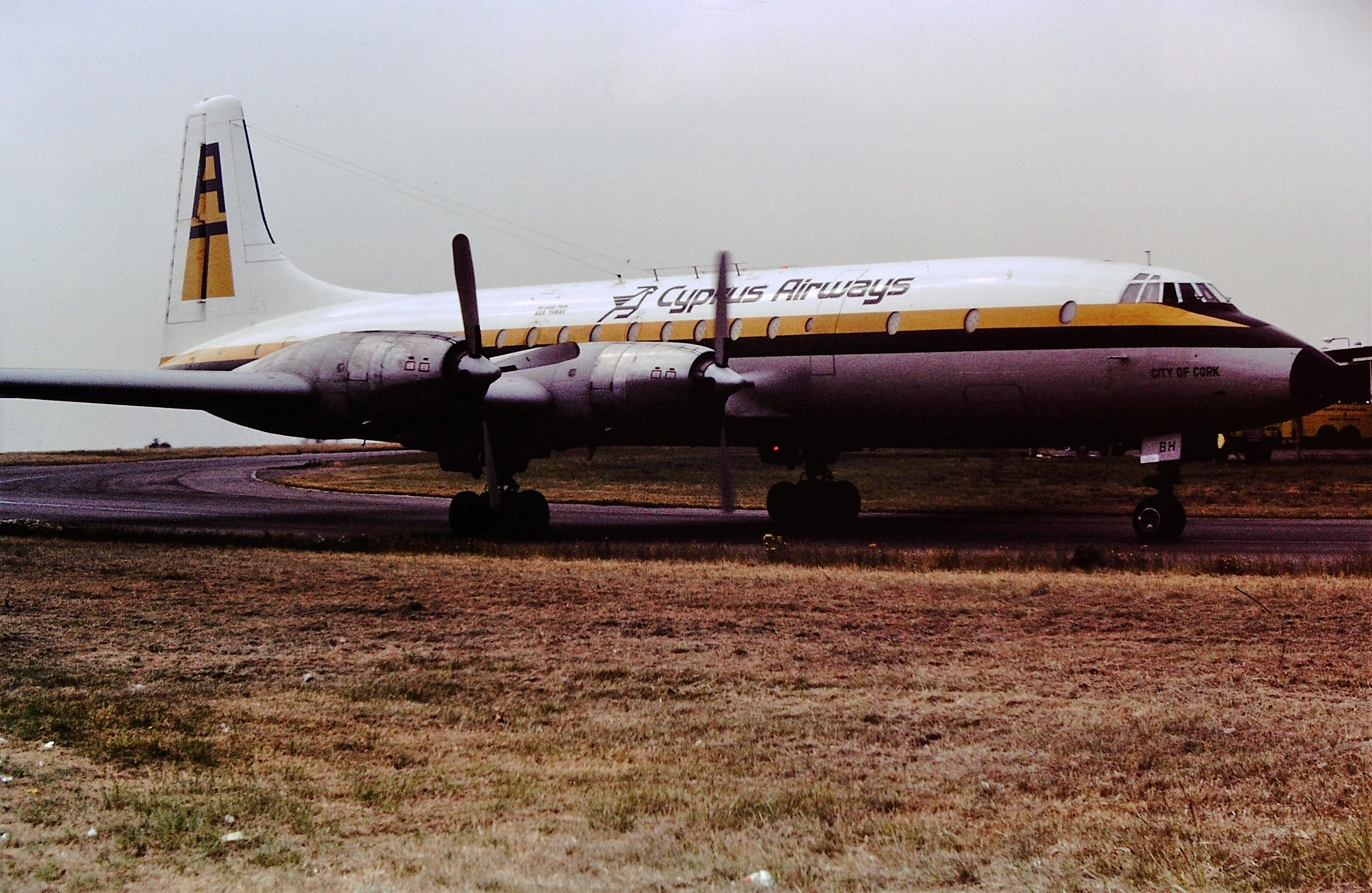
Bristol Britannia der Cyprus Airways, 1977

Cyprus Airways hatte sich auf dem Markt etabliert und konnte, unter anderem auch dank des schnell wachsenden Tourismus auf Zypern, steigende Passagierzahlen verzeichnen. Dies änderte sich schnell, als am 20. Juli 1974 (mitten in der touristischen Hochsaison) türkische Truppen den Norden der Insel besetzten. Dieses Ereignis hatte nicht nur die zypriotische Wirtschaft und Bevölkerung stark getroffen, auch für die nationale Fluggesellschaft hatte es fatale Auswirkungen: Der Flughafen Nikosia wurde von der UN kontrolliert, von den sich darauf befindenden Flugzeugen wurde eine Trident zerstört (5B-DAB) und eine schwer beschädigt (5B-DAE). Cyprus Airways wurde zu einer Fluggesellschaft ohne Basis und ohne flugtüchtiges Gerät.
Die Regierung schaute sich nach einem neuen Flughafen für die Gesellschaft um und fand in einem stillgelegten Flugplatz an der Küste nahe Larnaka ein geeignetes Objekt. Schnell errichtete man eine Landebahn und einige Gebäude, die Gesellschaft leaste von British Midland zwei Vickers Viscount 813 und konnte so im Februar 1975 den Flugbetrieb wieder aufnehmen. Weitere Viscounts wurden später dazugeleast und bildeten so das Rückgrat der Flotte.

### Entwicklung seit 1975

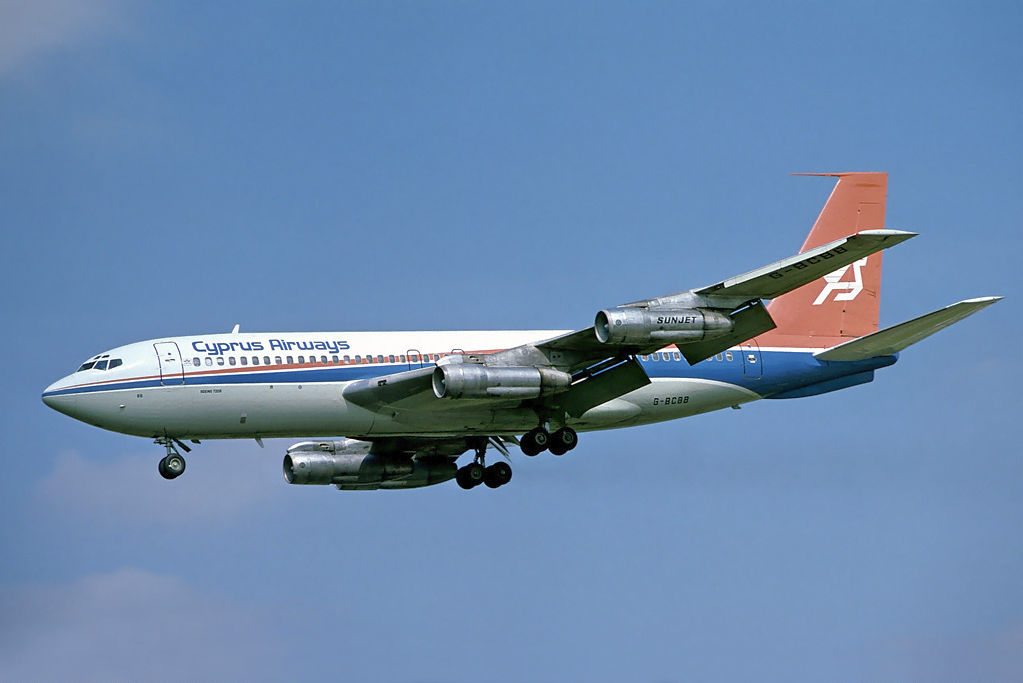
Eine Boeing 720 der Cyprus Airways im Jahr 1976

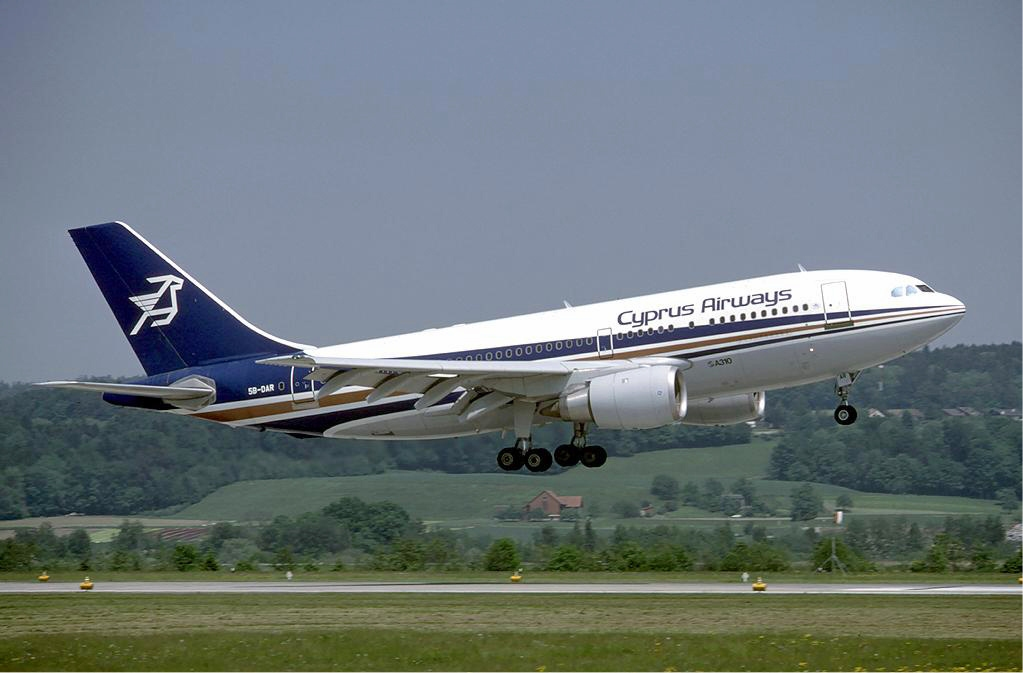
Ein Airbus A310-300 der Cyprus Airways im Jahr 1985

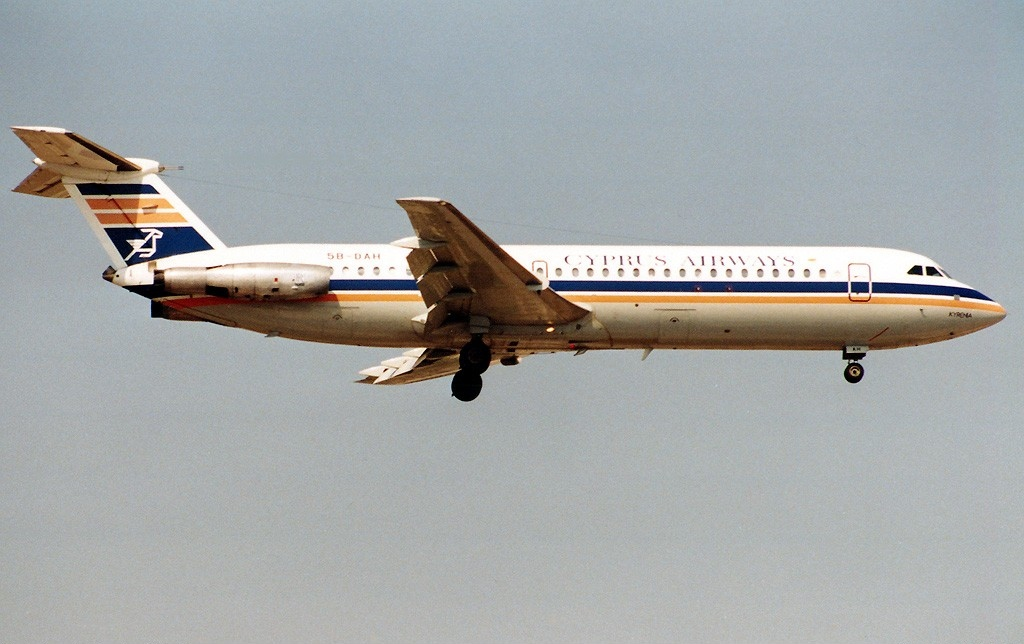
Eine BAC 1-11 der Cyprus Airways im Jahr 1993

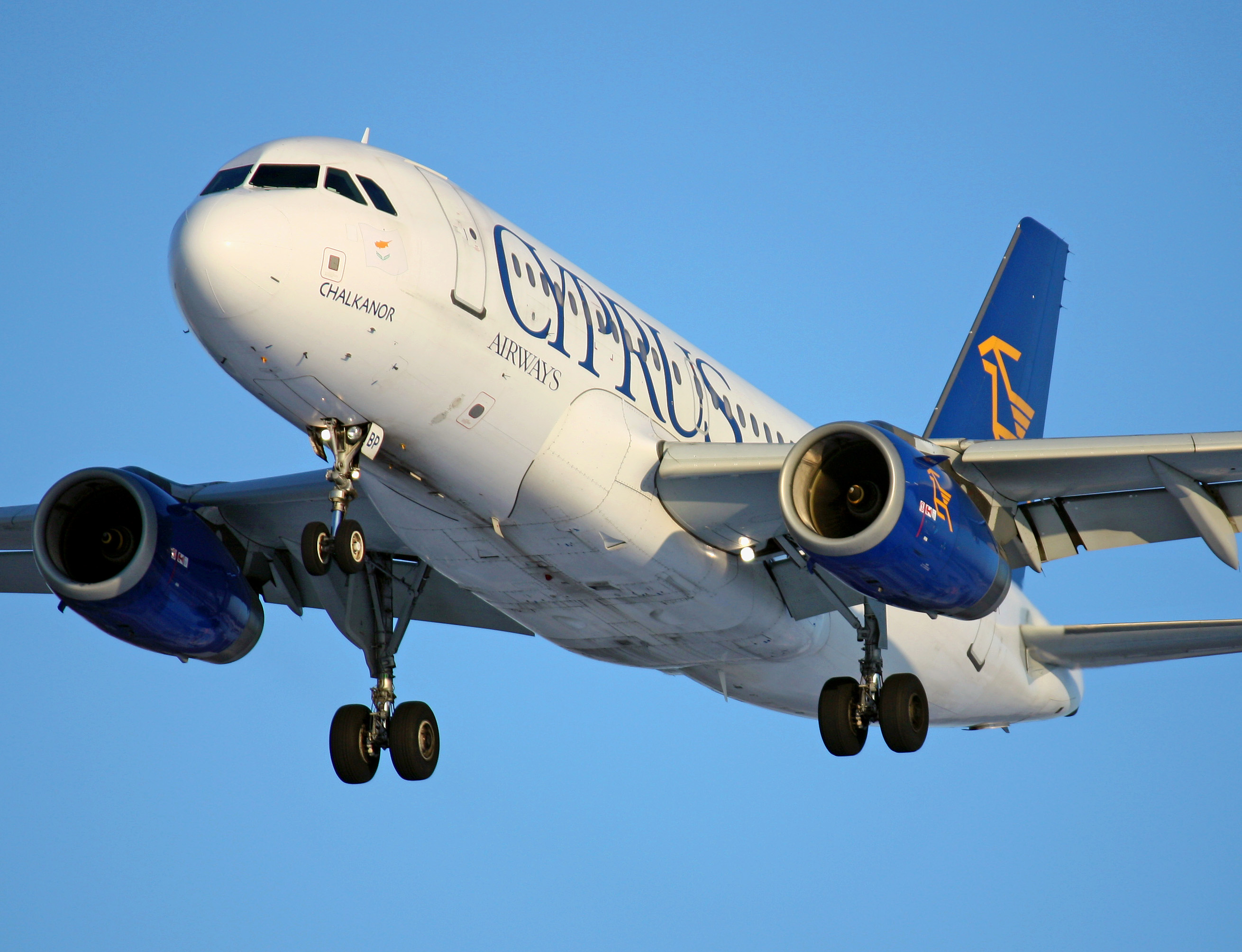
Ein Airbus 319 der Cyprus Airways im Jahr 2010

Noch im August 1975 leaste Cyprus Airways zwei Douglas DC-9-15, knapp ein Jahr später kam eine DC-8-52 dazu, welche endlich wieder eine Nonstop-Verbindung nach London ermöglichte. Im Februar 1979 wurden die ersten zwei der fünf Boeing 707-123 aus Beständen der American Airlines in die Flotte integriert.
Zu Beginn der 1980er Jahre verkaufte British Airways den Großteil ihrer Anteile an der Fluggesellschaft an die zypriotische Regierung, welche nun im Besitz von 70,86 Prozent der Aktien war. Man erkannte, dass Widebodys für das zukünftige Geschäft von großer Bedeutung sein würden und bestellte zwei Airbus A310-203, die im Frühjahr 1984 ausgeliefert wurden. Zur selben Zeit orderte man auch vier Exemplare der neuen Airbus A320-231, deren Auslieferung im Jahr 1989 begann und die bis zur Insolvenz (2015) das Rückgrat der Flotte bildeten. Nach der Auslieferung der letzten bestellten A320 1993 bestand die Flotte nun aus vier Airbus A310 sowie acht Airbus A320.
Im Juni 1991 wurde die bis zur Jahrtausendwende beibehaltene, neue Corporate Identity eingeführt, die Flugzeuge nach antiken Städten und Königen benannt. 1994 übernahm Cyprus Airways die Duty-free-Shops in den Flughäfen von Larnaka und Paphos. Um die Jahrtausendwende herum wurde das Design erneut verändert, wobei zuerst neue Uniformen, im Jahr 2002 jedoch auch eine modernere Flugzeugbemalung eingeführt wurde. Zur gleichen Zeit stießen auch zwei Airbus A319-100 zur Flotte, welche vor allem auf weniger gut frequentierten Strecken eingesetzt werden. Weit wichtiger war jedoch die Anschaffung von zwei Airbus A330-200 im selben Jahr, die die älteren Airbus A310 ablösten. Damit verfügt Cyprus Airways seit Beginn des Jahres 2006 über eine homogene Flotte an Airbus-Flugzeugen der neuen Generation, deren ähnliche Cockpits es den Piloten ermöglichen, alle Muster nebeneinander zu fliegen.

### Finanzielle Schwierigkeiten seit 2011

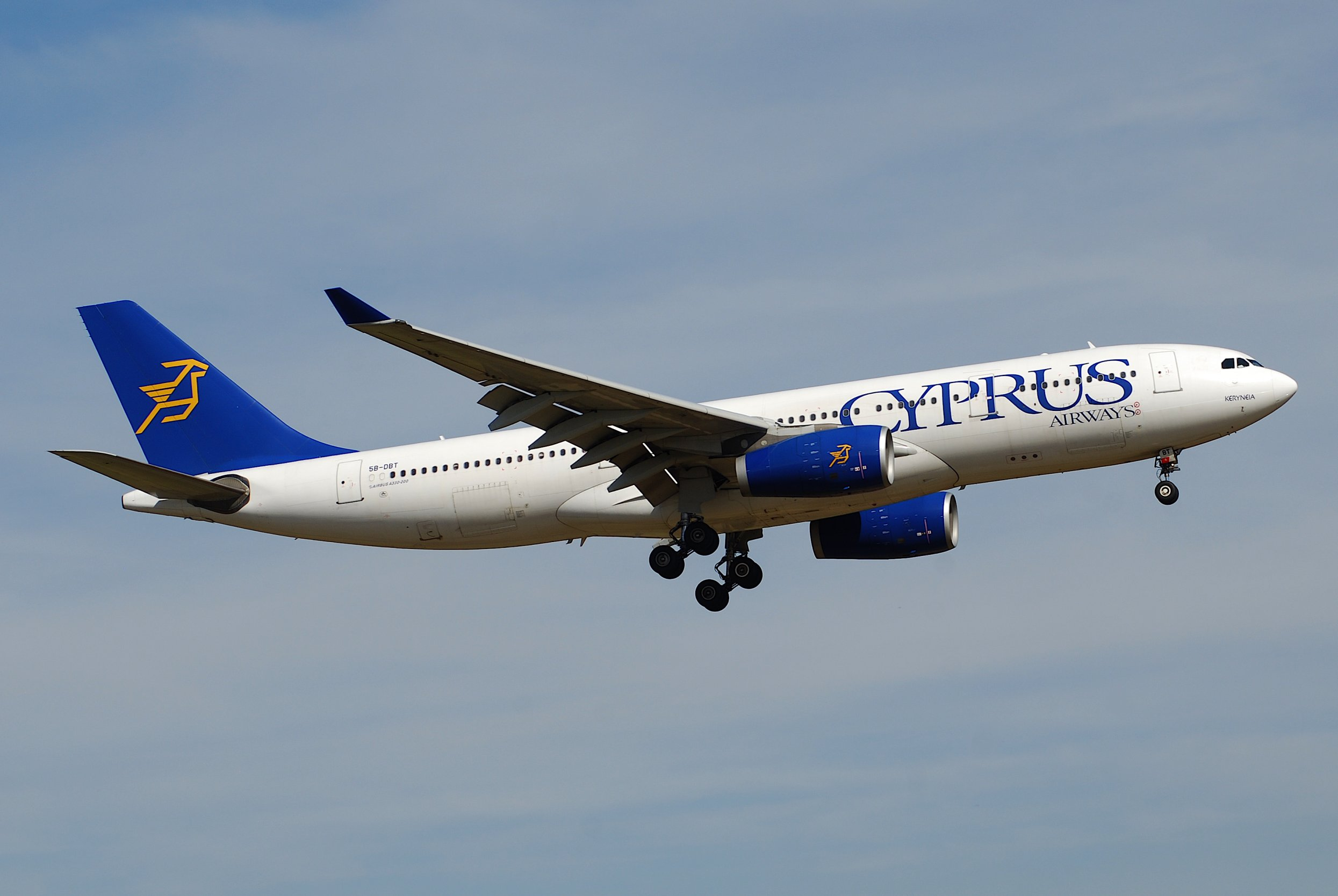
Ein Airbus A330-200 der Cyprus Airways

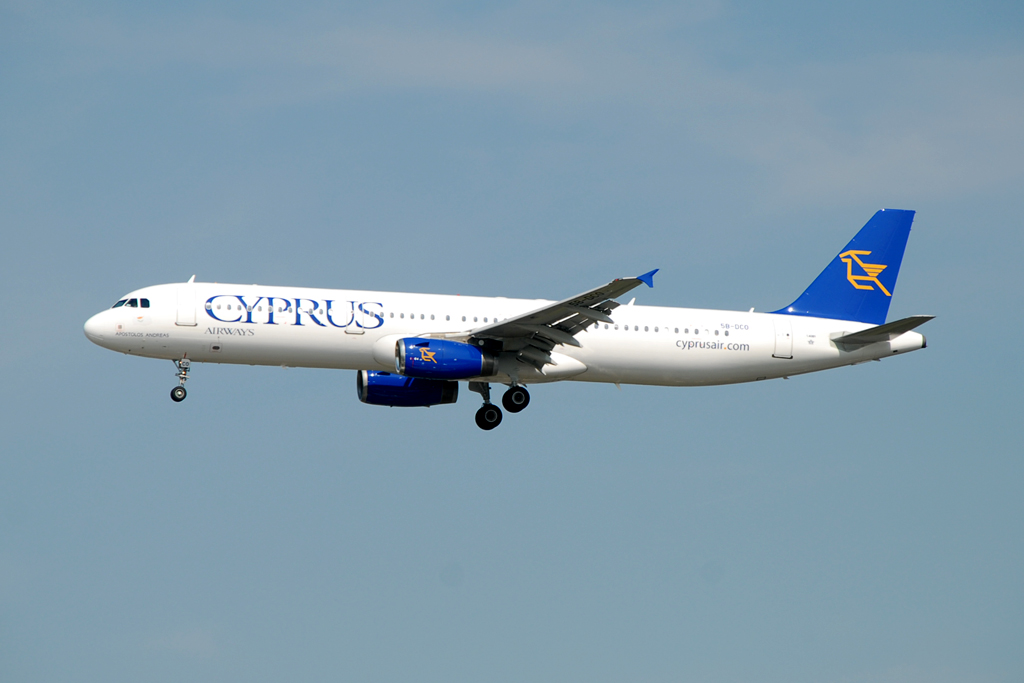
Ein Airbus 321 der Cyprus Airways im Jahr 2012

Im Februar 2011 wurde bekannt, dass sich die Fluggesellschaft in finanziellen Schwierigkeiten befindet, obwohl die Fluggesellschaft bereits 2007 eine Beihilfe durch den Staat erhalten hatte. Ende 2011 wurden die beiden Airbus A330-200 an die spanische Air Europa abgegeben und durch zwei Airbus A321-200 ersetzt. Diese verließen die Flotte aber wieder im April 2013 nach circa neun Monaten im Dienst. Um eine Insolvenz zu verhindern, investierte der Staat Anfang 2013 insgesamt 31,3 Millionen Euro und weitere 73 Millionen als Darlehen in die Fluggesellschaft und vergrößerte somit seinen Anteil an der Fluggesellschaft auf rund 94 %. Dies veranlasste die Europäische Kommission, am 6. März 2013 ein Prüfverfahren zu eröffnen, um zu klären, ob diese Kapitalerhöhung zu den üblichen marktwirtschaftlichen Bedingungen erfolgt ist.
Im April 2013 vermeldete die zyperngriechische Zeitung Phileleftheros, dass die angeschlagene Fluggesellschaft aufgrund der Eurokrise und deren Auswirkungen kurz vor dem Aus steht. Es sei denn, die Regierung der Republik Zypern würde für die nächsten drei Jahre Mittel von über 80 Millionen Euro zur Verfügung stellen. Jedoch darf der der Republik Zypern bis zum Ende der Untersuchungen vorerst keine weiteren Beihilfen mehr leisten. Der Umsatz sank im Jahr 2012 um 18 % im Vergleich zum Vorjahr auf 176 Millionen Euro, was einen Verlust von 55,8 Millionen Euro bedeutet. Des Weiteren gab man das Interesse zweier Investoren, die libanesische Middle East Airlines und die chinesische Beijing Yi Xiang, für eine Übernahme der Cyprus Airways bekannt. Wegen Bedenken verweigerte die libanesischen Zentralbank, welche Hauptanteilseigner der MEA ist, die Finanzierung der Übernahme. Daraufhin zog sich Middle East Airlines aus den Übernahmeverhandlungen zurück.
Mit den Gewerkschaften einigte sich Cyprus Airways zum 1. Juli 2013 490 Mitarbeiter zu kündigen, Mitarbeitergehälter zu kürzen und zukünftig die Flotte um drei Flugzeuge auf sechs Stück zu verkleinern. So sollen fünf Airbus A320 im aktiven Dienst und ein Flugzeug als Ersatzflugzeug verbleiben. Um weitere Kosten zu sparen, wurden auch die griechischen Inlandsflüge eingestellt. Ende Juli 2013 reichte Cyprus Airways dem europäischen Kommissar für Wettbewerb, Joaquín Almunia, einen Restrukturierungsplan ein. Neben den bereits vermeldeten Maßnahmen will man unter anderem 2014 weitere 117 Mitarbeiter kündigen, das konzerneigene Catering-Unternehmen Cyprus Airways Catering verkaufen und die Gehälter um 10 Prozent kürzen. Man geht von Kosten in Höhe von 54 Millionen Euro aus. Mit diesen Maßnahmen geht Cyprus Airways davon aus 2015 wieder profitabel zu sein. Mit einer Antwort und einer Genehmigung des Plans durch die Kommission rechnet die Fluggesellschaft im Oktober 2013.
Da der türkische Luftraum für Fluggesellschaften der Republik Zypern gesperrt ist, erhielt Cyprus Airways von der Republik Zypern 5,6 Millionen Euro für das Jahr 2013, um den höheren Kerosinverbrauch durch Umfliegen der türkischen Lufträume auszugleichen. Diese zweckgebundene Beihilfe ist von der europäischen Kommission genehmigt.
Im November 2013 veranlasste der Betreiber der Flughäfen Larnaka und Paphos die Beschlagnahmung eines Airbus A319-100 der Cyprus Airways, da diese offene Rechnungen in Höhe von fünf Millionen Euro nicht beglichen hätte.
Im August 2014 wurde bekannt, dass u. a. Ryanair ein Kaufangebot für Cyprus Airways abgegeben hat.

### Einstellung des Flugbetriebs 2015
Am 9. Januar 2015 wurde der Flugbetrieb eingestellt, nachdem die EU-Kommission entschieden hatte, dass die seit 2007 erhaltenen Staatshilfen nicht rechtens gewesen waren und zurückgezahlt werden müssen, worauf die Fluggesellschaft Insolvenz anmeldete und sich in Liquidation befindet.
Am 12. Januar 2015 erklärte der Regierungssprecher Nikos Christodoulides, dass die Republik Zypern die Fluggesellschaft mit Sitz in Nikosia und Basis auf dem Flughafen Larnaka wieder auferstehen lassen möchte. Im Juli 2016 unternahm diese unter dem Namen Cobalt Air ihren Erstflug.

## Flugziele
Cyprus Airways flog von Larnaca aus zu mehreren europäischen Städtezielen wie beispielsweise Athen, Paris und Moskau sowie nach Beirut und Tel Aviv. Im deutschsprachigen Raum wurden Frankfurt am Main, München, Wien und Zürich bedient.

## Flotte

### Flotte bei Betriebseinstellung
Mit Stand Januar 2015 bestand die Flotte der Cyprus Airways zum Zeitpunkt der Betriebseinstellung aus sechs Flugzeugen mit einem Durchschnittsalter von 12,5 Jahren:

### Zuvor eingesetzte Flugzeuge
Im Laufe ihres Bestehens betrieb Cyprus Airways auch folgende Flugzeugtypen:
- Airbus A310
- Airbus A319
- Airbus A321
- Airbus A330
- BAC 1-11
- Boeing 707
- Boeing 720
- Canadair CL-44
- Douglas DC-3
- Douglas DC-8
- Douglas DC-9
- De Havilland DH.106 Comet
- Hawker Siddeley Trident
- Vickers Viscount

## Ehemalige Tochtergesellschaften

### Eurocypria
Im März 1992 gründete Cyprus Airways die Charterfluggesellschaft Eurocypria als hundertprozentige Tochterfirma, die zunächst mit fünf Airbus A320-200 der Muttergesellschaft, später mit sechs eigenen Boeing 737-800 den starken Touristenverkehr von und nach Zypern bewältigen sollte. Eurocypria wurde im Juni 2006 im Rahmen eines Umstrukturierungsplans an die zypriotische Regierung verkauft und stand folglich im Wettbewerb mit ihrer ehemaligen Muttergesellschaft. Im November 2010 wurde jedoch bekannt, dass die Regierung Eurocypria auf Grund dieser Konkurrenz und gescheiterten Plänen für eine Fusion auflösen werde, was schließlich auch umgesetzt wurde.

### Hellas Jet
Im Jahr 2003 wurde zudem die Billigfluggesellschaft Hellas Jet gegründet, die von Athen aus mit drei Airbus A320-200 Ziele in Mitteleuropa anflog. Nach nur zwei Jahren wurde der Betrieb am 11. Mai 2005 jedoch wieder eingestellt.

## Zwischenfälle

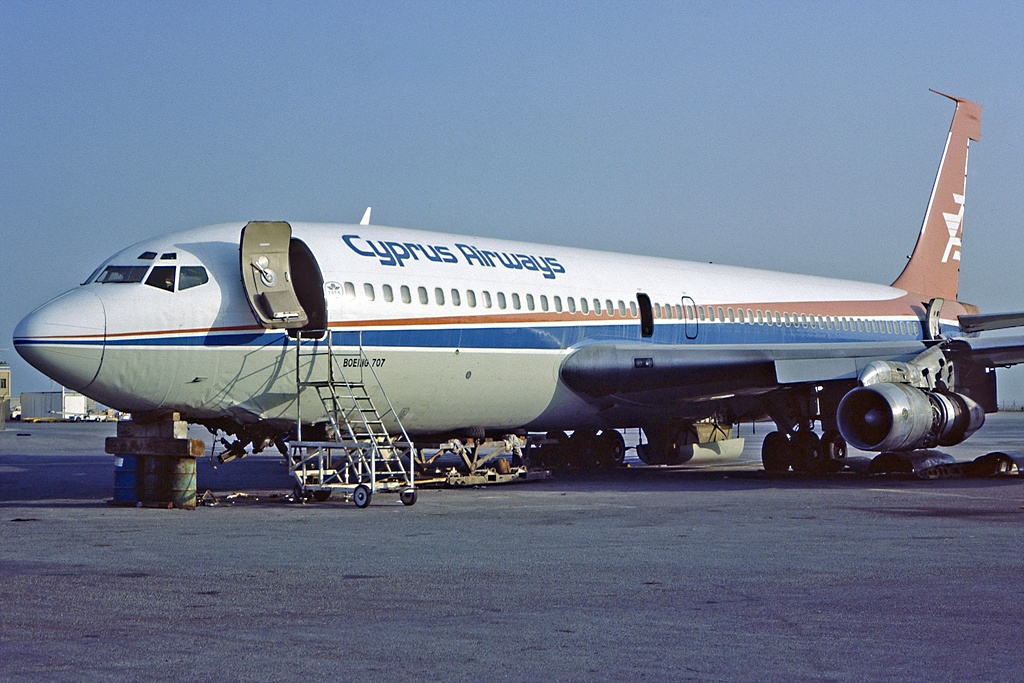
Die im August 1979 verunglückte Boeing 707-123B 5B-DAM der Cyprus Airways am 11. September 1979, nach dem Unfall

- Am 19. August 1979 sprang eine Boeing 707-123B der Cyprus Airways (Luftfahrzeugkennzeichen 5B-DAM) nach dem Aufsetzen am Flughafen Bahrain wieder hoch und setzte danach auf dem Bugfahrwerk auf. Selbiges brach zusammen und beim anschließenden Schleudervorgang wurde die Maschine irreparabel beschädigt. Alle 66 Insassen überlebten den Unfall.[29]
- Am 4. November 1980 konnte an einer Canadair CL-44D4-1 der Cyprus Airways (5B-DAN) das Fahrwerk nicht ausgefahren werden. Auf der britischen Royal Air Force Station Akrotiri (Zypern) wurde daraufhin eine Landung auf einem Schaumteppich durchgeführt. Das Flugzeug wurde irreparabel beschädigt. Alle drei Besatzungsmitglieder, die einzigen Insassen auf dem Trainingsflug, überlebten den Unfall.[30]

## Trivia
- Das Logo der Cyprus Airways stellt ein stilisiertes Mufflon dar.